# Monte Colovrat
Il monte Colovrat (talvolta detto anche Collaurato, desueto, Kolovrat in sloveno, Colorât in friulano) è una catena montuosa situata nell'estrema parte orientale del Friuli-Venezia Giulia, nel comune di Drenchia, al confine con la repubblica di Slovenia.

## Geografia

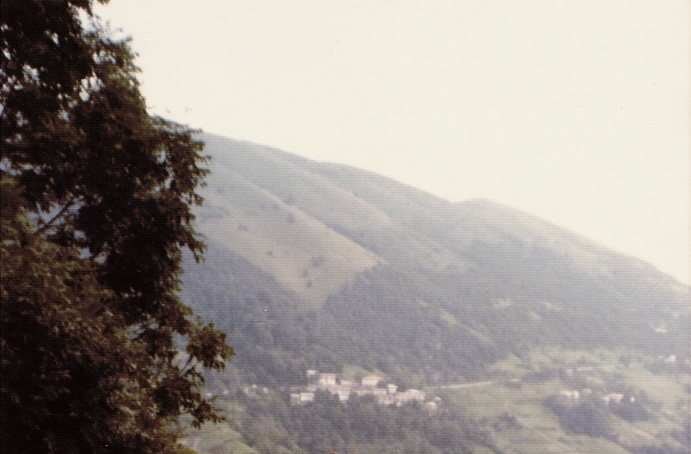
Il monte Colovrat

La dorsale del Colovrat è composta da una serie di rilievi che si estendono per circa quattro chilometri, dal monte Cucco al monte Poclabuz, e divide le Valli del Natisone (Italia) dalla vallata dell'Isonzo (Slovenia). La sua altezza media è di circa 1100 metri, mentre quella massima raggiunge i 1243 metri s.l.m. (monte Cucco di Luico). Nella parte meridionale è posizionato il passo di Solarie (956 metri), che è sede di un valico di confine di 2ª categoria che collega la val Cosizza con Luico (Livek in sloveno) e Volzana (Volče in sloveno).
Nelle belle giornate dal Colovrat si può ammirare a nord-est la valle dell'Isonzo, la conca di Tolmino, il monte Nero ed il monte Tricorno; a sud-est la vista spazia dalle città di Cividale ed Udine alla laguna di Grado, Monfalcone e parte dell'Istria. La dorsale è attraversata dal sentiero C.A. I. 746 - Sentiero Italia e dall'Alta Via delle Valli del Natisone.
Col termine Colovrat di Canale (o Collaurato), in sloveno Kanalski Kolovrat, è invece indicata la dorsale montuosa posta subito a sud-est, che divide la valle dello Judrio da quella dell'Isonzo e prosegue a sud fino a fondersi nel Collio goriziano. Raggiunge la sua altezza massima negli 811 metri s.l.m. del monte Corada. Questa catena è oggi interamente in territorio sloveno.

## Storia
Fino al trattato di Campoformio il suo crinale funse da confine tra l'allora Repubblica di Venezia e la Contea Principesca di Gorizia e Gradisca sottoposta alla sovranità della monarchia asburgica.
Dopo il trattato di Lunéville divenne un confine amministrativo tra il Veneto e la Contea Principesca di Gorizia e Gradisca entrambi all'interno dell'Arciducato d'Austria. Con la trattato di Presburgo, confermato dalla successiva convenzione di Fontainebleau, funse da confine tra il Regno d'Italia napoleonico e la Contea Principesca di Gorizia e Gradisca.
Col trattato di Schönbrunn venne a far parte interamente del Regno d'Italia napoleonico visto che il confine tra lo stesso e le Province illiriche scorreva lungo l’Isonzo dalla foce alle sorgenti.

Dopo il Congresso di Vienna divenne un confine amministrativo tra il Regno Lombardo-Veneto e la Contea Principesca di Gorizia e Gradisca all'interno dell'Impero austriaco.
A seguito della terza guerra d'indipendenza italiana divenne a sua volta confine tra il Regno d'Italia e l'Impero austro-ungarico fino alla prima guerra mondiale; il tracciato di tale confine scorreva lungo la linea di cresta che dal Monte Nachnoi (Nagnoj) passava poi per il Passo Naverco (Prelaz Naverko), Monte Piatto (Trinški Vrh) cima ovest e cima est, passo Zagradan (Za Gradom), scorreva verso sud (sopra l'attuale Museo all'aperto del Colovrat) per riportarsi poi ad est sul crinale fino al Monte Platena (Platena), arrivare al Monte Bucova Tessa (Bukova ježa), lambire il passo Sleme per poi dirigersi a sud fino al Monte Napriccia (953 m) vicino all'attuale Ježa per poi piegare a ovest lungo l'attuale confine amministrativo tra Cambresco e Čiginj ed arrivare al Judrio.

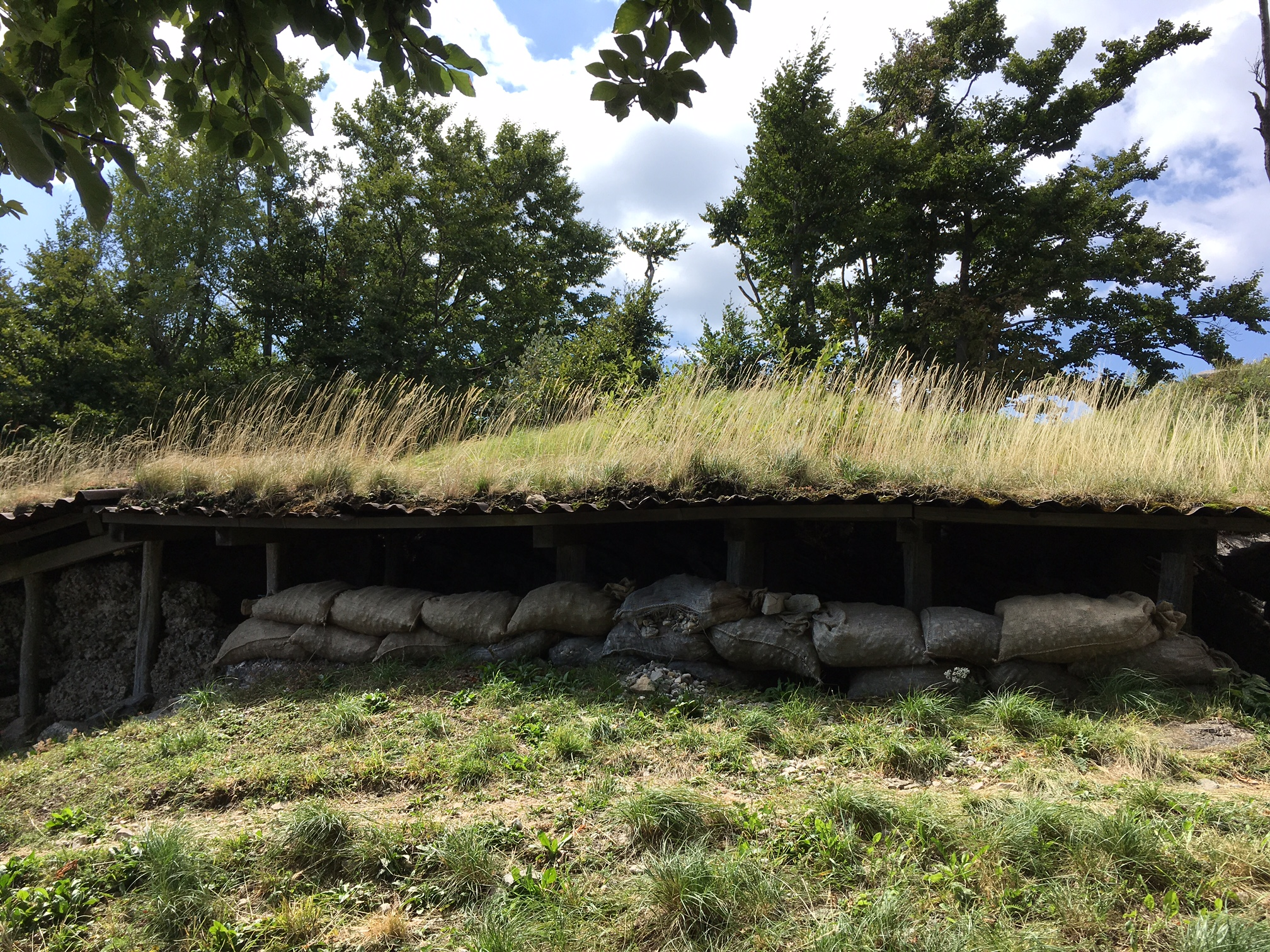
Museo all'aperto sul Colovrat - Resti delle trincee della prima guerra mondiale

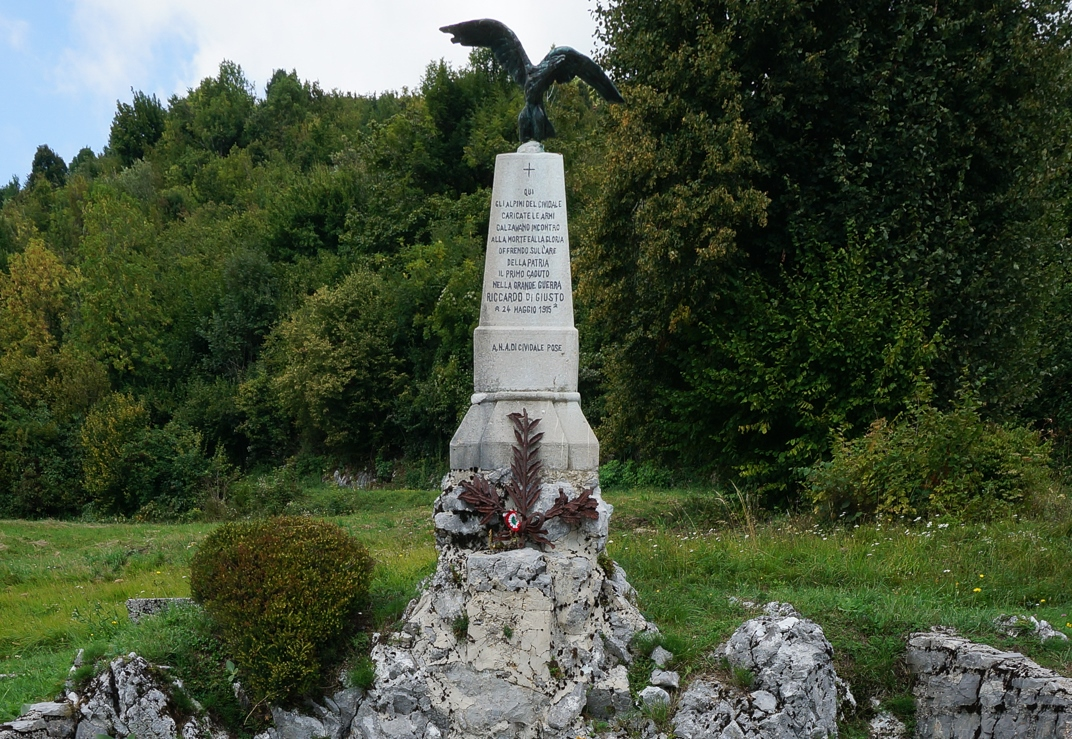
Monumento a Riccardo Giusto presso il passo Solarie

La zona del Colovrat, durante la prima guerra mondiale, era area di competenza della 2ª Armata dell'Esercito Italiano che vi aveva realizzato un vasto ed articolato sistema difensivo, in quanto i suoi rilievi costituivano l'estrema linea di difesa per impedire la penetrazione del nemico nella pianura friulana. 
La dorsale fu tragicamente interessata dalla battaglia di Caporetto, che portò alla ritirata delle truppe italiane fino alla linea del Piave; la mattina del 24 ottobre 1917 la catena del Colovrat venne investita da un pesante bombardamento con shrapnel e granate a gas asfissiante che provocò un numero enorme di vittime sia tra i militari che tra la popolazione civile del posto. Al termine del cannoneggiamento, compagnie tedesche, comandate dal tenente Erwin Rommel, con un attacco a sorpresa, riuscirono a conquistarne le cime per proseguire, in rapida avanzata, verso il monte Matajur e la pianura friulana. Numerosi italiani - in difetto in numero e in equipaggiamento rispetto al nemico, che era superiore anche dal punto di vista strategico- furono fatti prigionieri in quell'occasione.
Dopo la prima guerra mondiale divenne, immutato, confine amministrativo tra la provincia di Udine e la provincia di Gorizia; dopo la seconda guerra mondiale divenne il confine tra l'Italia e la Zona A di occupazione della Venezia Giulia sotto controllo americano fino al trattato di Parigiallorché, prima dell'avvenuta entrata in vigore dello stesso, truppe jugoslave ne occuparono illegalmente la dorsale italiana per una profondità di qualche centinaio di metri.

Il confine attuale tra Italia e Slovenia (allora Jugoslavia) venne poi corretto e reso definitivo col trattato di Osimo, ma con a carico economico da parte italiana della costruzione di una strada per collegare i villaggi di Raune di Luico e di Cambresco.

Nei pressi del passo Solarie è stato innalzato un cippo a ricordo di Riccardo Giusto, primo caduto italiano nel conflitto.
Nell'area sono ancora visibili trincee, in corso di restauro, gallerie scavate nella roccia, camminamenti e resti di fortificazioni militari in cemento. La zona del Monte Poclabuz/Na Gradu Klabuk è diventata un museo transfrontaliero all'aperto grazie al programma di iniziativa comunitaria INTERREG III A Italia/Slovenia denominato Sistema difensivo della 1ª guerra mondiale 1915-1918 2^-3^ linea di sistema e raccordo.

## Sentieri
La dorsale del Colovrat è interessata dai seguenti sentieri:
- Sentiero Italia 746 A.V. Valli del Natisone[15]
- Sentiero Italia 747 A.V. Valli del Natisone[16]
- Sentiero naturalistico Ponte Clinaz-Clabuzzaro[17][18]

## Rifugi
Sulla dorsale italiana del monte sono presenti il:
- rifugio Solarie (956 m s.l.m.)[19];
- bivacco Zanuso (1116 m s.l.m.)[20]

## Traversate
Camminando sulle pendici del monte si possono effettuare le seguenti passeggiate:
- Anello del Colovrat e salita al monte Kuk (a piedi/mountan bike)[21];
- Dal rifugio Solarie al rifugio Guglielmo Pelizzo (cinque ore e mezzo circa a piedi)[22];
- Sulla dorsale del Colovrat da Rucchin a Topolò (circa sei ore a piedi, lunghezza 13 chilometri)[23];
- Sul sentiero 746: Topolò-Lase-monte Colovrat-cima del monte Nagnoj-bivacco Zanuso-rifugio Solarie-Clabuzzaro (a piedi in circa quattro ore)[24];
- Sentieri della pace: dalla valle dello Judrio al monte Colovrat (19 chilometri a piedi o a cavallo)[25];
- Tour delle tre valli (in mountain bike per 31 chilometri attraverso le valli del Cosizza, Judrio e Rieka)[26];
- Sui passi di Erwin Rommel dal Colovrat al Matajur (18 chilometri a piedi ed in mountain bike); passeggiata transfontaliera con visita al museo all'aperto del Na Gradu[27].